# Aria Resort & Casino
O Aria Resort & Casino é um resort de luxo e cassino, parte do complexo CityCenter na Las Vegas Strip, em Paradise, Nevada. O Aria consiste em duas torres de vidro curvas e torres de aço adjacentes ao centro. Foi inaugurado em 16 de dezembro de 2009 como uma joint venture entre a MGM Resorts International e a Infinity World Development. Com 370.000 m² e 180 m de altura, é a maior e mais alta estrutura do CityCenter.
As torres de 61 e 51 andares do resort abrigam um hotel de cinco diamantes American Automobile Association, com 4.004 quartos e suítes, 16 restaurantes, 10 bares e casas noturnas e um cassino com 14 000 m² de espaço de jogo. Também tem uma área de 20 000 m² de piscina com 34 cabanas, salão de beleza e spa de 7.400 m², um centro de convenções de 28.000 m² e um teatro de 1.800 lugares que hospedou Zarkana do Cirque du Soleil, até o dia 30 de abril de 2016.
Entre os aspectos mais notáveis do Aria está a incorporação de tecnologia no design exterior e interior do hotel, especificamente para a redução do consumo de energia. É o maior hotel do mundo a ter a certificação LEED Gold. Por conta de suas salas inteligentes, que ajustam automaticamente as cortinas, desligam luzes e eletrônicos não utilizados e regulam a temperatura quando um hóspede entra ou sai de um quarto, Aria foi descrita na revista Popular Mechanics como "o hotel tecnologicamente mais avançado já construído".

## História

### Construção e inauguração

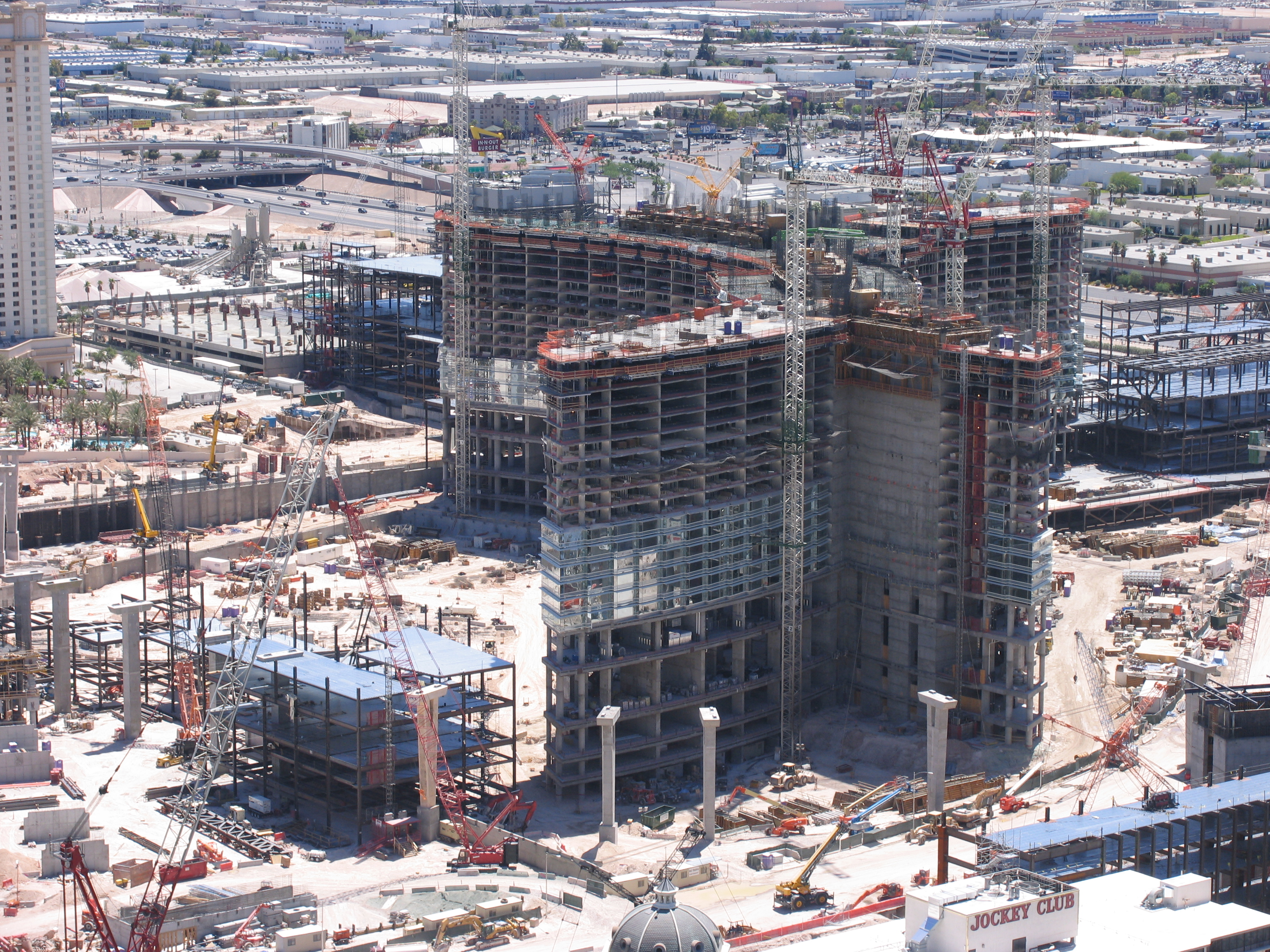
O Aria em construção em 2007
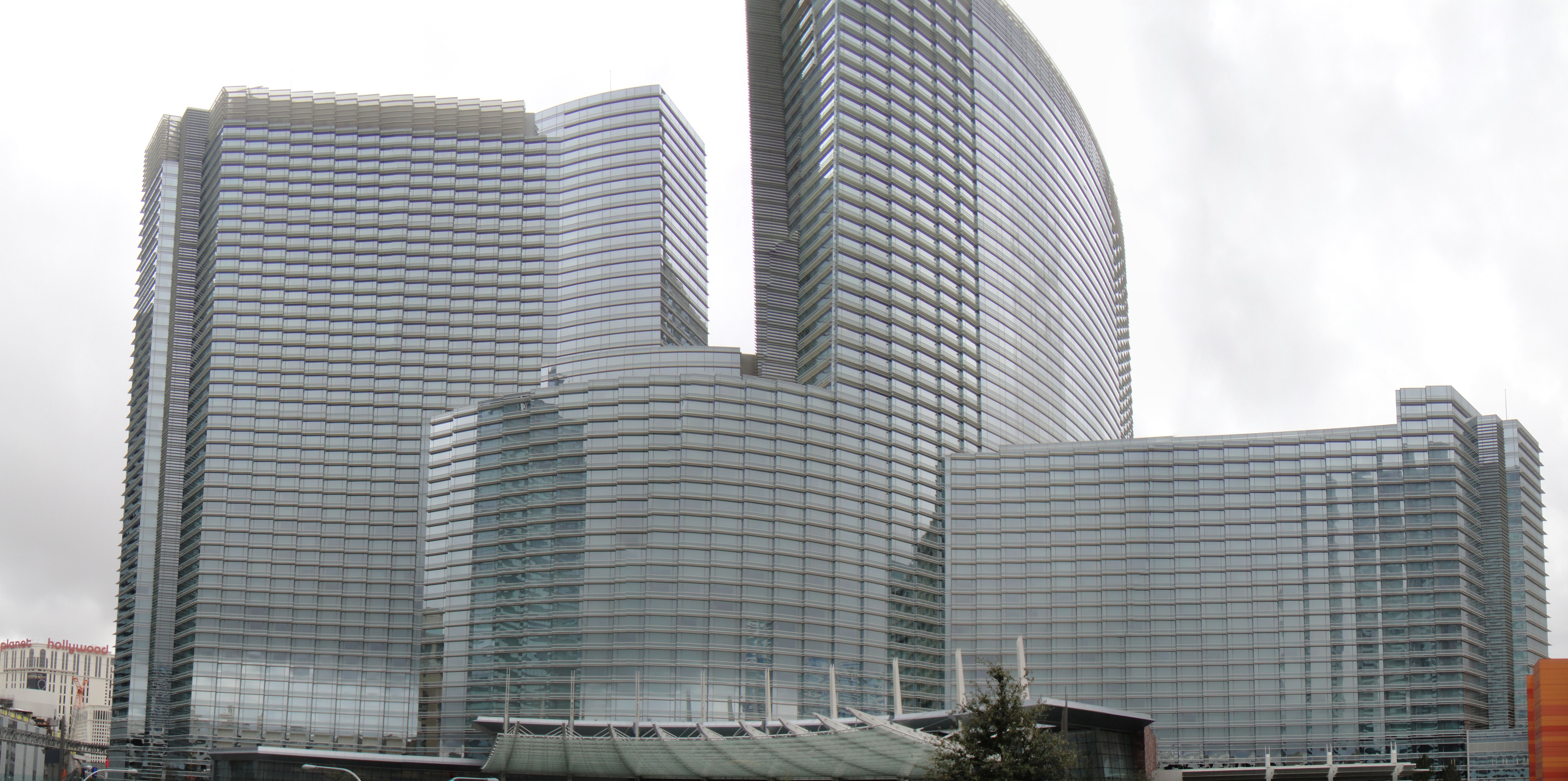
Construção completa em 2009

 Aria foi concebida pela MGM Mirage (agora MGM Resorts International)  como parte do projeto de desenvolvimento mais amplo do CityCenter, que foi anunciado em 10 de novembro de 2004. O projeto arquitetônico da Aria foi conduzido pela Pelli Clarke Pelli Architects, e a construção começou no início de 2006 em um terreno localizado entre o Bellagio e Monte Carlo. Este local foi anteriormente ocupado pelo antigo Boardwalk Hotel and Casino, lojas de varejo e um amplo estacionamento, todos escavados a partir de abril de 2006. Após a escavação, a fundação de Aria foi lançada em junho de 2006. A progressão vertical teve início em setembro de 2007, quando os trabalhadores da construção civil subiam a uma taxa de um andar a cada sete dias, até atingir a altura final de 61 andares.
Em meio à construção em andamento em 2007, a Infinity World Development, uma subsidiária da Dubai World, investiu cerca de US$ 2,7 bilhões para adquirir uma participação de 50% no projeto CityCenter. A partir deste momento, a Aria era de propriedade conjunta da MGM Resorts International e da Infinity World Development, sendo a MGM a única responsável pelas operações e pela administração. A recessão econômica e seus efeitos em cascata - incluindo litígios - ameaçaram paralisar a construção da Aria em um ponto no início de 2009, mas um acordo de financiamento adicional foi feito, permitindo que a construção continuasse dentro do cronograma. O resort foi inaugurado em 16 de dezembro de 2009, no mesmo mês que várias outras propriedades do CityCenter, como o The Crystals, um complexo de compras de varejo anexado.

## Recepção
As primeiras avaliações dos hóspedes foram geralmente negativas, com reclamações variadas sobre o check-in lento, o design escuro do cassino, os serviços caros, eletrônicos dos quartos com mau funcionamento e o serviço ruim. Em uma avaliação positiva, Fred A. Bernstein do The New York Times elogiou os recursos tecnológicos e o luxo do hotel. Ele ainda escreveu: "O hotel é enorme, e parece isso, mas graças ao design cuidadoso, ele também parece luxuoso e, às vezes, até aconchegante". A recepção negativa foi levada em consideração pela MGM, que fez ajustes com base no feedback. Isso incluiu melhorias no serviço sem fio, um cassino mais iluminado e um buffet renovado para atrair visitantes conscientes do valor.
Dentro de um ano após a abertura, o hotel Aria recebeu o AAA Five Diamond Award. Suas Suítes Sky também receberam o prêmio, assim como uma classificação de cinco estrelas do Forbes Travel Guide.

## Galeria

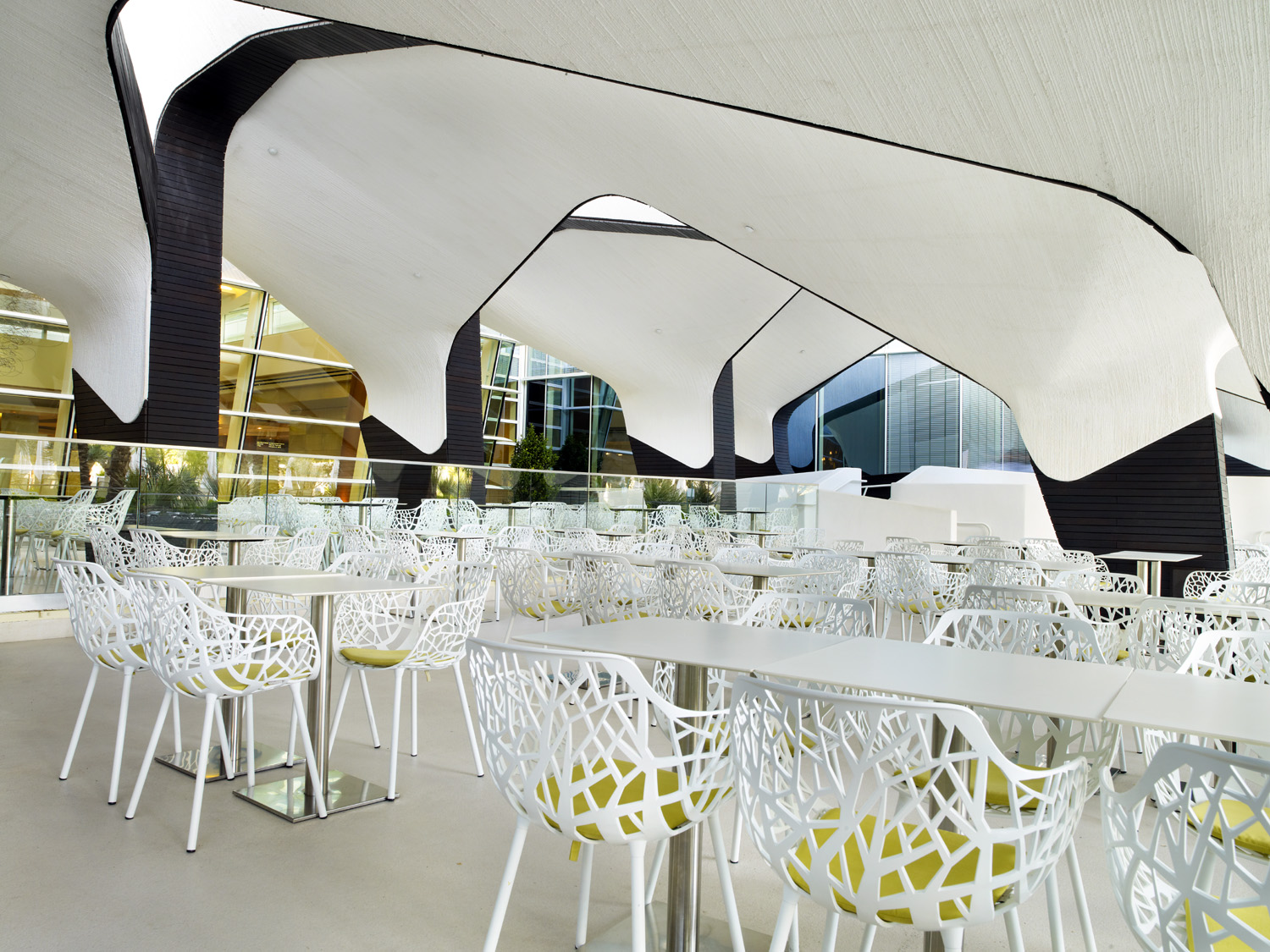
Aria Pool Deck
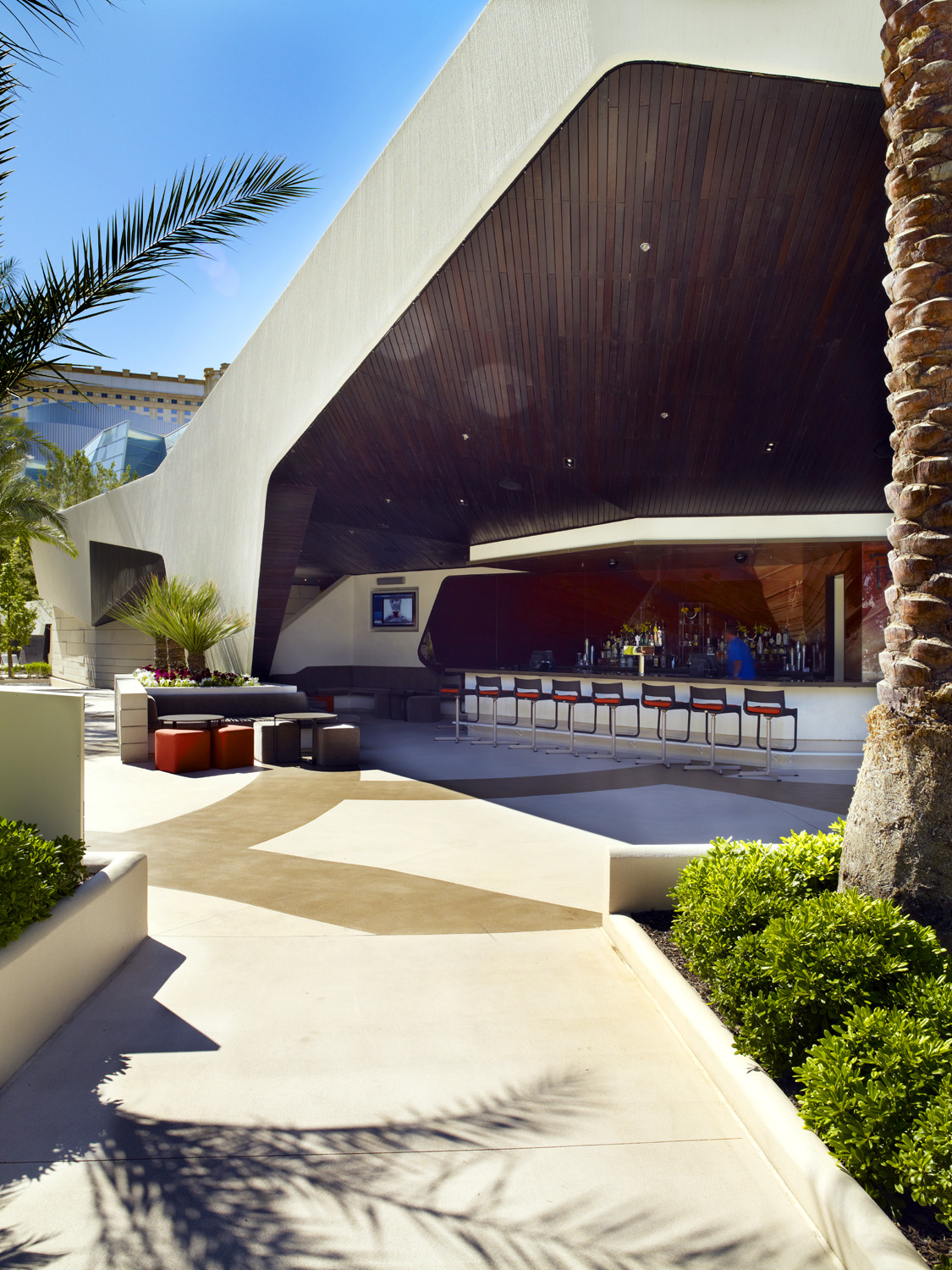
Bar da Piscina Aria
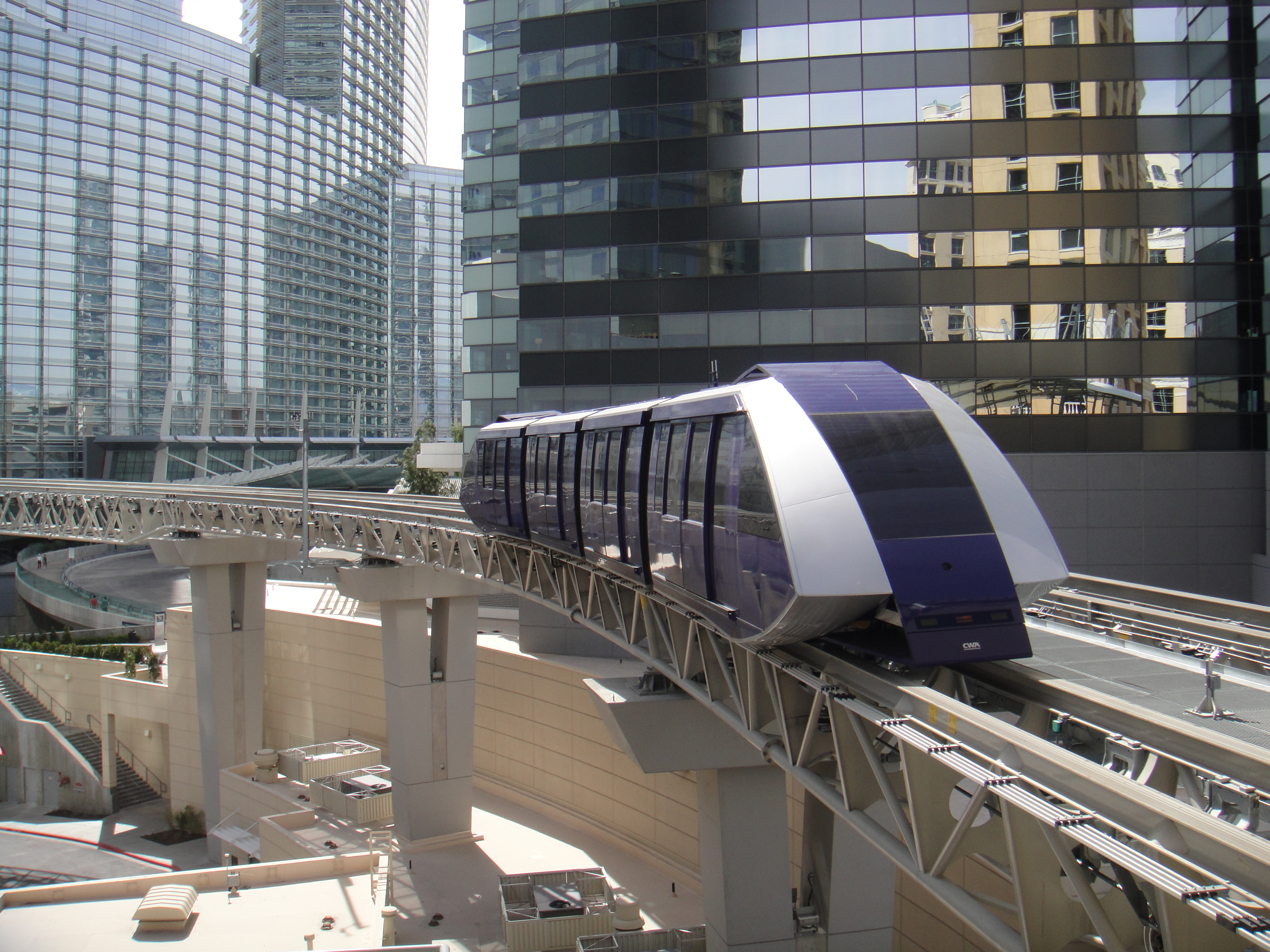
Aria Express